# Kozí kameň
Kozí kameň (1255 m n.p.m.) – najwyższy szczyt grupy górskiej Kozich Grzbietów w Centralnych Karpatach Zachodnich na Słowacji.
Wznosi się we wschodniej części Kozich Grzbietów, zwanej Dúbravą. Leży w głównym (kontynentalnym) wododziale europejskim, rozdzielającym tu zlewiska Bałtyku (na północ od szczytu – dorzecze Popradu) oraz Morza Czarnego (na południe od szczytu – dorzecze Hornadu).
Cały masyw góry jest gęsto zalesiony, a widok ze szczytu bardzo ograniczony. Pomimo tego jest on często odwiedzany. Główne wejścia znakowanymi szlakami turystycznymi:
- z miejscowości Spišská Teplica za znakami  niebieskimi – 3 h 30 min;
- z miejscowości Vikartovce za znakami zielonymi , następnie niebieskimi  – 2 h;
- z miejscowości Svit za znakami zielonymi , następnie niebieskimi  – 2 h 30 min.